# 霍羅德尼亞 (伊奇尼亞區)
50°45′34″N 32°31′40″E / 50.75944°N 32.52778°E
霍羅德尼亞（烏克蘭語：Городня）是位於烏克蘭北部切爾尼希夫州裏普里盧基區的村莊，始建於1600年，面積3.95平方公里，海拔高度141米，2001年人口448，人口密度每平方公里113.45人。